# Football Club Lugano 2011-2012
Questa voce raccoglie le informazioni riguardanti il Football Club Lugano nelle competizioni ufficiali della stagione 2011-2012.

## Stagione
Nella stagione 2011-2012 il Lugano, allenato da Alessandro Pane e Francesco Moriero, concluse il campionato di Challenge League al 5º posto. In Coppa Svizzera il Lugano fu eliminato al secondo turno dal Bienne.

## Rosa
| N. |                       | Ruolo | Calciatore       |
| -- | --------------------- | ----- | ---------------- |
| 1  | Svizzera (bandiera)   | P     | Pajtim Badalli   |
| 3  | Svizzera (bandiera)   | D     | Dennis Iapichino |
| 4  | Italia (bandiera)     | C     | Luca Baldo       |
| 5  | Svizzera (bandiera)   | D     | Kiliann Witschi  |
| 6  | Italia (bandiera)     | D     | Francesco Bega   |
| 7  | Portogallo (bandiera) | C     | Carlos da Silva  |
| 8  | Croazia (bandiera)    | D     | Marko Bašić      |
| 9  | Italia (bandiera)     | C     | Massimo Bonanni  |
| 10 | Svizzera (bandiera)   | C     | Simone Grippo    |
| 11 | Svizzera (bandiera)   | A     | Guilherme Afonso |
| 13 | Svizzera (bandiera)   | D     | Daniel Maffi     |
| 14 | Svizzera (bandiera)   | D     | Stéphane Sarni   |
| 15 | Svizzera (bandiera)   | C     | Michele Maggetti |

| N. |                                 | Ruolo | Calciatore        |
| -- | ------------------------------- | ----- | ----------------- |
| 16 | Svizzera (bandiera)             | D     | Pascal Thrier     |
| 18 | Svizzera (bandiera)             | P     | Michael Casanova  |
| 19 | Svizzera (bandiera)             | C     | Antoine Rey       |
| 20 | Italia (bandiera)               | A     | Lorenzo Crocetti  |
| 23 | Svizzera (bandiera)             | D     | Josip Colina      |
| 24 | Bosnia ed Erzegovina (bandiera) | D     | Mladen Skoric     |
| 24 | Svizzera (bandiera)             | A     | Gianluca Santillo |
| 25 | Svizzera (bandiera)             | D     | Samuele Preisig   |
| 27 | Argentina (bandiera)            | A     | Dante Senger      |
| 28 | Svizzera (bandiera)             | C     | Mattia Bottani    |
| 30 | Italia (bandiera)               | P     | Francesco Russo   |
| 31 | Portogallo (bandiera)           | A     | Luís Pimenta      |

## Organigramma societario
Area tecnica
- Allenatore: Francesco Moriero
- Allenatore in seconda: Francesco Cudazzo
- Preparatore dei portieri: Giordano Negretti
- Preparatori atletici:

## Calciomercato

### Sessione estiva
| Acquisti | Acquisti          | Acquisti       | Acquisti |
| R.       | Nome              | da             | Modalità |
| -------- | ----------------- | -------------- | -------- |
| D        | Rijat Shala       | Novara         |          |
| D        | Josip Colina      | Grasshoppers   |          |
| P        | Pajtim Badalli    | Chiasso        |          |
| D        | Francesco Bega    | Brescia        |          |
| C        | Massimo Bonanni   | Pescara        |          |
| A        | Loïc Chatton      | Sion           |          |
| C        | David Forzano     | Lugano II      |          |
| C        | Fabio Liverani    | Palermo        |          |
| A        | Luís Pimenta      | Stade Nyonnais |          |
| A        | Davide Possanzini | Brescia        |          |
| P        | Francesco Russo   | Pergolettese   |          |
| D        | Stéphane Sarni    | Stade Nyonnais |          |
| D        | Kiliann Witschi   | Karlsruhe      |          |

| Cessioni | Cessioni                  | Cessioni        | Cessioni |
| R.       | Nome                      | a               | Modalità |
| -------- | ------------------------- | --------------- | -------- |
| D        | Palmiro Di Dio            | Rapperswil-Jona |          |
| A        | Guilherme Afonso          | Sion            |          |
| C        | Alessio Bottani           | Biaschesi       |          |
| P        | Alex Cordaz               | Cittadella      |          |
| C        | Sehar Fejzulahi           | Wil             |          |
| C        | Felipe Campanholi Martins | Wohlen          |          |
| A        | Salvatore Guarino         | Mendrisio       |          |
| A        | Linus Hallenius           | Padova          |          |
| D        | Selver Hodžić             | Wohlen          |          |
| A        | Marko Livaja              | Cesena          |          |
| D        | Philippe Montandon        | San Gallo       |          |
| C        | Pascal Schürpf            | Basilea         |          |
| C        | Remo Staubli              | Aarau           |          |
| C        | Steven Ukoh               | Young Boys II   |          |

### Sessione invernale
| Acquisti | Acquisti         | Acquisti | Acquisti |
| R.       | Nome             | da       | Modalità |
| -------- | ---------------- | -------- | -------- |
| A        | Lorenzo Crocetti | Casale   |          |
| C        | Simone Grippo    | Chievo   |          |

| Cessioni | Cessioni          | Cessioni  | Cessioni |
| R.       | Nome              | a         | Modalità |
| -------- | ----------------- | --------- | -------- |
| A        | Bebeto            | Kaposvár  |          |
| A        | Loïc Chatton      | Bienne    |          |
| C        | David Forzano     | Mendrisio |          |
| A        | Davide Possanzini | Cremonese |          |

## Risultati

### Challenge League

#### andata
| Arbitro: | San |

|                            |           |                       |
| Silva 31’, 81’ Chatton 67’ | Marcatori | 35’ (rig.) de Freitas |

| Arbitro: | Klossner |

|             |           |           |
| Malindi 37’ | Marcatori | 70’ Baldo |

| Arbitro: | Erlachner |

|                                     |           |          |
| Senger 14’ Possanzini 38’ Silva 88’ | Marcatori | 22’ Dabo |

| Arbitro: | Zimmermann |

|             |           |  |
| Valente 63’ | Marcatori |  |

| Arbitro: | Bieri |

|                               |           |          |
| Bašić 2’ Senger 53’ Sarni 56’ | Marcatori | 69’ Doua |

| Arbitro: | San |

|                                          |           |                           |
| Andreu 13’ (rig.) Luongo 52’ Carrupt 81’ | Marcatori | 60’ Possanzini 62’ Senger |

| Arbitro: | Carrell |

|             |           |                        |
| Lenjani 21’ | Marcatori | 23’ Senger 36’ Preisig |

| Arbitro: | Gremaud |

|             |           |                                 |
| Pimenta 68’ | Marcatori | 19’ Mathys 31’ Morello 38’ Egli |

| Arbitro: | Studer |

|                       |           |                      |
| Tadić 45’ (rig.), 76’ | Marcatori | 15’ Bonanni 89’ Bega |

| Arbitro: | Graf |

|  |           |                                         |
|  | Marcatori | 9’ Fejzulahi 32’ Jahović 61’ Holenstein |

| Arbitro: | Huwiler |

|                                  |           |  |
| Garcia 20’ Hyseni 36’ Doudet 45’ | Marcatori |  |

| Arbitro: | Studer |

|                         |           |  |
| Bonanni 63’ Bottani 84’ | Marcatori |  |

| Arbitro: | Gremaud |

|              |           |            |
| Magnetti 18’ | Marcatori | 38’ Colina |

| Arbitro: | Hänni |

|  |           |             |
|  | Marcatori | 37’ Pimenta |

| Arbitro: | Jaccottet |

|                         |           |  |
| Bottani 39’ Pimenta 76’ | Marcatori |  |

#### ritorno
| Arbitro: | Jaccottet |

|                                |           |            |
| Bonanni 16’ Pimenta 37’ (rig.) | Marcatori | 17’ Ramizi |

| Arbitro: | Gremaud |

|                    |           |  |
| Witschi 80’ (aut.) | Marcatori |  |

| Arbitro: | Zimmermann |

|           |           |              |
| Silva 86’ | Marcatori | 79’ Tarchini |

| Arbitro: | Erlachner |

|                               |           |                                      |
| Bellón 56’, 80’ Šabanović 60’ | Marcatori | 5’ Thrier 18’, 62’ Afonso 90’ Senger |

| Arbitro: | Hänni |

|                      |           |  |
| Senger 8’ Afonso 24’ | Marcatori |  |

| Arbitro: | Winter |

|                       |           |  |
| Senger 5’, 62’ (rig.) | Marcatori |  |

| Arbitro: | Erlachner |

|  |           |            |
|  | Marcatori | 58’ Senger |

| Arbitro: | Jancevski |

|             |           |                   |
| Merenda 25’ | Marcatori | 57’ (rig.) Senger |

| Arbitro: | Carrell |

|                                    |           |              |
| Afonso 56’ Witschi 74’ Bonanni 80’ | Marcatori | 79’ Abegglen |

| Arbitro: | San |

|             |           |                        |
| Chatton 88’ | Marcatori | 52’ Bonanni 59’ Afonso |

| Arbitro: | Graf |

|                   |           |                   |
| Senger 67’ (rig.) | Marcatori | 90’ (rig.) Sadiku |

| Arbitro: | Gremaud |

|                                |           |  |
| Lambert 44’ Neumayr 53’ (rig.) | Marcatori |  |

| Arbitro: | Jancevski |

|  |           |                        |
|  | Marcatori | 38’ Gaspar 65’ Steuble |

| Arbitro: | Winter |

|           |           |                           |
| Silva 38’ | Marcatori | 30’ Sereinig 53’ Bengondo |

| Arbitro: | San |

|                    |           |            |
| Jahović 58’ (rig.) | Marcatori | 82’ Grippo |

### Coppa Svizzera
| 17 settembre 2011, ore 18:00 CEST Primo turno | Utd Zurigo | 1 – 5 | Lugano |  |

| 16 ottobre 2011, ore 14:30 CEST Secondo turno | Lugano | 0 – 1 | Bienne |  |

## Statistiche

### Statistiche di squadra
| Competizione     | Punti | In casa | In casa | In casa | In casa | In casa | In casa | In trasferta | In trasferta | In trasferta | In trasferta | In trasferta | In trasferta | Totale | Totale | Totale | Totale | Totale | Totale | DR |
| Competizione     | Punti | G       | V       | N       | P       | Gf      | Gs      | G            | V            | N            | P            | Gf           | Gs           | G      | V      | N      | P      | Gf     | Gs     | DR |
| ---------------- | ----- | ------- | ------- | ------- | ------- | ------- | ------- | ------------ | ------------ | ------------ | ------------ | ------------ | ------------ | ------ | ------ | ------ | ------ | ------ | ------ | -- |
| Challenge League | 49    | 15      | 9       | 2       | 4       | 26      | 17      | 15           | 5            | 5            | 5            | 18           | 21           | 30     | 14     | 7      | 9      | 44     | 38     | +6 |
| Coppa Svizzera   | -     | 1       | 0       | 0       | 1       | 0       | 1       | 1            | 1            | 0            | 0            | 5            | 1            | 2      | 1      | 0      | 1      | 5      | 2      | +3 |
| Totale           | 49    | 16      | 9       | 2       | 5       | 26      | 18      | 16           | 6            | 5            | 5            | 23           | 22           | 32     | 15     | 7      | 10     | 49     | 40     | +9 |

### Andamento in campionato
| Giornata  | 1 | 2 | 3 | 4 | 5 | 6 | 7 | 8 | 9 | 10 | 11 | 12 | 13 | 14 | 15 | 16 | 17 | 18 | 19 | 20 | 21 | 22 | 23 | 24 | 25 | 26 | 27 | 28 | 29 | 30 |
| --------- | - | - | - | - | - | - | - | - | - | -- | -- | -- | -- | -- | -- | -- | -- | -- | -- | -- | -- | -- | -- | -- | -- | -- | -- | -- | -- | -- |
| Luogo     | C | T | C | T | C | T | T | C | T | C  | T  | C  | T  | T  | C  | C  | T  | C  | T  | C  | C  | T  | T  | C  | T  | C  | T  | C  | C  | T  |
| Risultato | V | N | V | P | V | P | V | P | N | P  | P  | V  | N  | V  | V  | V  | P  | N  | V  | V  | V  | V  | N  | V  | V  | N  | P  | P  | P  | N  |
| Posizione | 4 | 4 | 3 | 6 | 4 | 5 | 4 | 6 | 6 | 7  | 9  | 8  | 7  | 6  | 5  | 5  | 6  | 8  | 6  | 6  | 5  | 4  | 4  | 4  | 3  | 3  | 4  | 4  | 5  | 5  |

Legenda:

Luogo: C = Casa; T = Trasferta. Risultato: V = Vittoria; N = Pareggio; P = Sconfitta.

### Statistiche dei giocatori
| G. Afonso     | 8  | 5  | 2  | 0 |
| P. Badalli    | 1  | 0  | 0  | 0 |
| L. Baldo      | 16 | 1  | 3  | 1 |
| M. Bašić      | 15 | 1  | 0  | 1 |
| B. Bebeto     | 5  | 0  | 3  | 0 |
| F. Bega       | 21 | 1  | 8  | 0 |
| M. Bonanni    | 28 | 5  | 3  | 1 |
| M. Bottani    | 16 | 2  | 2  | 0 |
| M. Casanova   | 0  | 0  | 0  | 0 |
| L. Chatton    | 7  | 1  | 0  | 0 |
| J. Colina     | 14 | 1  | 0  | 0 |
| L. Crocetti   | 10 | 0  | 0  | 0 |
| D. Forzano    | 3  | 0  | 0  | 0 |
| S. Grippo     | 13 | 1  | 6  | 0 |
| D. Iapichino  | 20 | 0  | 3  | 0 |
| D. Maffi      | 7  | 0  | 1  | 0 |
| M. Maggetti   | 13 | 0  | 1  | 0 |
| L. Pimenta    | 21 | 4  | 2  | 0 |
| D. Possanzini | 9  | 2  | 1  | 1 |
| S. Preisig    | 21 | 1  | 4  | 0 |
| A. Rey        | 24 | 0  | 4  | 0 |
| F. Russo      | 29 | 0  | 0  | 0 |
| G. Santillo   | 2  | 0  | 0  | 0 |
| S. Sarni      | 19 | 1  | 7  | 1 |
| D. Senger     | 19 | 11 | 2  | 0 |
| R. Shala      | 1  | 0  | 0  | 0 |
| C. Silva      | 27 | 5  | 6  | 0 |
| M. Skoric     | 1  | 0  | 1  | 0 |
| P. Thrier     | 26 | 1  | 3  | 0 |
| K. Witschi    | 22 | 1  | 10 | 0 |